# Selaginella bracei
Selaginella bracei là một loài dương xỉ trong họ Selaginellaceae. Loài này được Hieron. ex O.C. Schmidt mô tả khoa học đầu tiên..
Danh pháp khoa học của loài này chưa được làm sáng tỏ. 